# بريت وليامز
بريت وليامز (بالإنجليزية: Brett Williams)‏ (15 ديسمبر 1967 في أستراليا - ) هو لاعب كريكت أسترالي. لعب مع فريق جنوب أستراليا للكريكت ‏.

## وصلات خارجية
- بريت وليامز على موقع إي آس بي آن كريك إنفو (الإنجليزية)